# سفارت آلمان در بنگلادش
سفارت آلمان در بنگلادش (به لاتین: Embassy of Germany) یک منطقهٔ مسکونی و نمایندگی سیاسی این کشور در بنگلادش است که در ناحیه داکا واقع شده‌است.